# 耶舍瓦茨山
44°00′17″N 20°33′12″E / 44.00472°N 20.55333°E

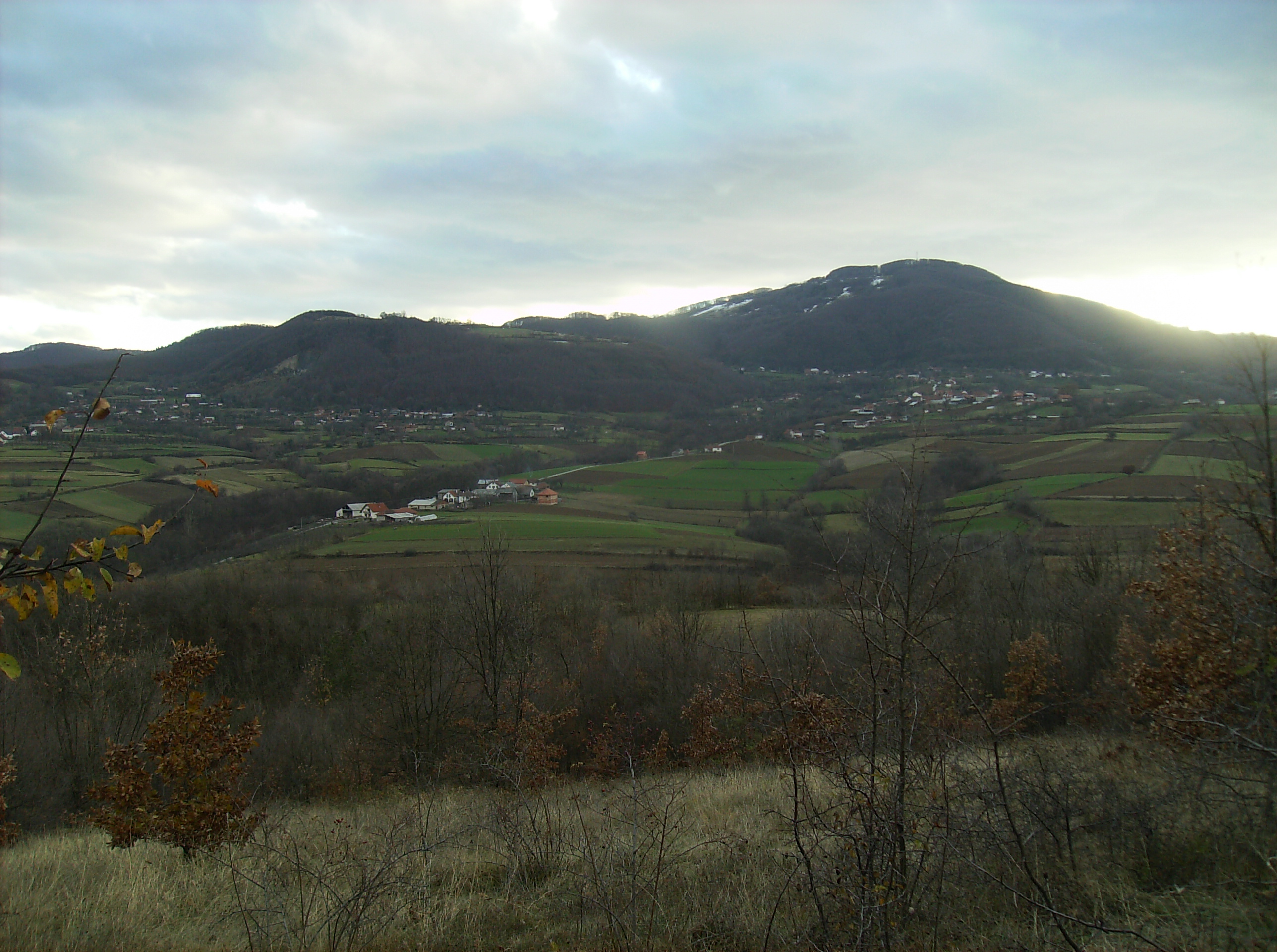

耶舍瓦茨山是塞爾維亞的山峰，位於該國中部，鄰近帕拉欽，處於首都貝爾格萊德以南90公里，海拔高度902米，受亞熱帶濕潤氣候影響。